# Giove
Giove es una localidad y comune italiana de la provincia de Terni, región de Umbría, con 2.892 habitantes.

## Evolución demográfica
| Gráfica de evolución demográfica de Giove entre 1861 y 2001 |
|                                                             |
| Fuente ISTAT - elaboración gráfica de Wikipedia             |